# Italien i olympiska sommarspelen 1992
Italien deltog i de olympiska sommarspelen 1992 med en trupp bestående av 304 deltagare, och totalt blev det 19 medaljer.

## Baseboll
Gruppspel
| Nation                  | Segrar | Förluster | Tiebreaker |
| ----------------------- | ------ | --------- | ---------- |
| Kuba                    | 7      | 0         |            |
| Japan                   | 5      | 2         |            |
| Kinesiska Taipei        | 5      | 2         | 1-0        |
| USA                     | 5      | 2         | 0-1        |
| Puerto Rico             | 2      | 5         | 2-0        |
| Dominikanska republiken | 2      | 5         | 1-2        |
| Italien                 | 1      | 6         | 0-2        |
| Spanien                 | 1      | 6         |            |

## Basket
Damer
Gruppspel
| Lag       | Vinster | Förluster | Poäng | PF  | PA  |     |
| --------- | ------- | --------- | ----- | --- | --- | --- |
| Kuba      | 3       | 0         | 6     | 246 | 230 | +16 |
| OSS       | 2       | 1         | 5     | 244 | 222 | +22 |
| Brasilien | 1       | 2         | 4     | 237 | 241 | -4  |
| Italien   | 0       | 3         | 3     | 190 | 224 | -34 |

|           | Brasilien | Oberoende staters samvälde | Kuba  | Italien |
| --------- | --------- | -------------------------- | ----- | ------- |
| Brasilien |           | 64-76                      | 88-95 | 85-70   |
| OSS       | 76-64     |                            | 89-91 | 79-67   |
| Kuba      | 95-88     | 91-89                      |       | 60-53   |
| Italien   | 70-85     | 67-79                      | 53-60 |         |

## Boxning
Lätt flugvikt
- Luigi Castiglione
  - Första omgången – Förlorade mot Dong-Bum Cho (ITA), 2:8

## Bågskytte
Damernas individuella
- Maria Testa — Sextondelsfinal, 21:a plats (0-1)

Herrarnas individuella
- Andrea Parenti — Sextondelsfinal, 19:e plats (0-1)
- Alessandro Rivolta — Sextondelsfinal, 22:a plats (0-1)
- Ilario Di Buò — Rankningsrunda, 39:e plats (0-0)

Herrarnas lagtävling
- Parenti, Rivolta och di Buo — Åttondelsfinal, 14:e plats (0-1)

## Cykling
Damernas linjelopp
- Valeria Cappellotto
  - Final — 2:05:03 (→ 17:e plats)

- Maria Turcutto
  - Final — 2:05:03 (→ 32:e plats)

- Roberta Bonanomi
  - Final — 2:05:58 (→ 39:e plats)

## Fotboll
Herrar
Gruppspel
|             | Spelade | Vinster | Oavgjorda | Förluster | Gjorda mål | Insläppta mål | Poäng |
| ----------- | ------- | ------- | --------- | --------- | ---------- | ------------- | ----- |
| Polen U23   | 3       | 2       | 1         | 0         | 7          | 2             | 5     |
| Italien U23 | 3       | 2       | 0         | 1         | 3          | 4             | 4     |
| USA U23     | 3       | 1       | 1         | 1         | 6          | 5             | 3     |
| Kuwait U23  | 3       | 0       | 0         | 3         | 1          | 6             | 0     |

Slutspel
|  | Kvartsfinal             | Kvartsfinal          |                      |   | Semifinal            | Semifinal            |   |  | Final | Final |
|  |                         |                      |                      |   |                      |                      |   |  |       |       |
|  | August 1 - Valencia     |                      |                      |   |                      |                      |   |  |       |       |
|  |                         |                      |                      |   |                      |                      |   |  |       |       |
|  | Spanien U23             | 1                    |                      |   |                      |                      |   |  |       |       |
|  | Spanien U23             | 1                    | August 5 - Valencia  |   |                      |                      |   |  |       |       |
|  | Italien U23             | 0                    |                      |   |                      |                      |   |  |       |       |
|  | Italien U23             | 0                    | Spanien U23          | 2 |                      |                      |   |  |       |       |
|  | August 1 - Barcelona    |                      | Spanien U23          | 2 |                      |                      |   |  |       |       |
|  |                         | Ghana U23            | 0                    |   |                      |                      |   |  |       |       |
|  | Paraguay U23            | Ghana U23            | 0                    | 2 |                      |                      |   |  |       |       |
|  | Paraguay U23            |                      | August 8 - Barcelona | 2 |                      |                      |   |  |       |       |
|  | Ghana U23               | 4                    |                      |   |                      |                      |   |  |       |       |
|  | Ghana U23               | 4                    | Polen U23            | 2 |                      |                      |   |  |       |       |
|  | August 2 - Zaragoza     |                      | Polen U23            | 2 |                      |                      |   |  |       |       |
|  |                         | Spanien U23          | 3                    |   |                      |                      |   |  |       |       |
|  | Polen U23               | Spanien U23          | 3                    | 2 |                      |                      |   |  |       |       |
|  | Polen U23               | August 5 - Barcelona |                      | 2 |                      |                      |   |  |       |       |
|  | Qatar U23 (förlängning) | 0                    |                      |   |                      |                      |   |  |       |       |
|  | Qatar U23 (förlängning) | 0                    | Polen U23            | 6 | Bronsmatch           | Bronsmatch           |   |  |       |       |
|  | August 2 - Barcelona    |                      | Polen U23            | 6 | Bronsmatch           | Bronsmatch           |   |  |       |       |
|  |                         | Australien U23       | 1                    |   | August 7 - Barcelona | August 7 - Barcelona |   |  |       |       |
|  | Sverige U23             | Australien U23       | 1                    | 1 | August 7 - Barcelona | August 7 - Barcelona |   |  |       |       |
|  | Sverige U23             |                      |                      |   |                      | Australien U23       | 0 |  |       |       |
|  | Australien U23          | 2                    |                      |   |                      | Australien U23       | 0 |  |       |       |
|  | Australien U23          | 2                    | Ghana U23            | 1 |                      |                      |   |  |       |       |
|  |                         |                      | Ghana U23            | 1 |                      |                      |   |  |       |       |

## Friidrott
Herrarnas 4 x 400 meter stafett
- Alessandro Aimar, Marco Vaccari, Fabio Grossi och Andrea Nuti
  - Heat — 3:02,09
  - Final — 3:02,18 (→ 6:e plats)

Herrarnas 800 meter
- Andrea Benvenuti — 1:45,23 (→ 5:e plats)

Herrarnas 5 000 meter
- Salvatore Antibo
  - Heat — 13:33,71
  - Final — 14:02,47 (→ 16:e plats)

Herrarnas 10 000 meter
- Salvatore Antibo
  - Heat — 28:18,48
  - Final — 28:11,39 (→ 4:e plats)

- Francesco Bennici
  - Heat — 28:45,62 (→ Gick inte vidare)

Herrarnas maraton
- Salvatore Bettiol — 2:14,15 (→ 5:e plats)
- Alessio Faustini — 2:21,37 (→ 44:e plats)
- Gelindo Bordin — fullföljde inte (→ ingen notering)

Herrarnas 400 meter häck
- Fabrizio Mori
  - Heat — 49,16 (→ Gick inte vidare)

Herrarnas 20 kilometer gång
- Giovanni De Benedictis — 1:23:11 (→  Brons)
- Maurizio Damilano — 1:23:39 (→ 4:e plats)
- Walter Arena — 1:29:34 (→ 18:e plats)

Herrarnas 50 kilometer gång
- Giuseppe de Gaetano — 3:59:13 (→ 12:e plats)
- Massimo Quiriconi — 4:00:28 (→ 13:e plats)
- Giovanni Perricelli — fullföljde inte (→ ingen notering)

Herrarnas längdhopp
- Giovanni Evangelisti
  - Kval — NM (→ Gick inte vidare)

Herrarnas släggkastning
- Enrico Sgrulletti
  - Kval — 75,40 m
  - Final — 72,98 m (→ 11:e plats)

Herrarnas stavhopp
- Andrea Pegoraro
  - Kval — 5,40 m (→ Gick inte vidare)

Herrarnas diskuskastning
- Luciano Zerbini
  - Kval — NM (→ Gick inte vidare)

Herrarnas kulstötning
- Luciano Zerbini
  - Kval — 20,25 m
  - Final — 19,88 m (→ 9:e plats)

- Alessandro Andrei
  - Kval — 20,14 m
  - Final — 19,62 m (→ 11:e plats)

Damernas 800 meter
- Fabia Trabaldo
  - Heat — 2:01,44 (→ Gick inte vidare)

Damernas 10 000 meter
- Rosanna Munerotto
  - Heat — 32:17,01
  - Final — 32:37,91 (→ 16:e plats)

Damernas 400 meter häck
- Irmgard Trojer
  - Heat — 55,49
  - Semifinal — 56,34 (→ Gick inte vidare)

Damernas maraton
- Emma Scaunich — 2:46,14 (→ 18:e plats)
- Anna Villani — 2:46,44 (→ 20:e plats)
- Bettina Sabatini — 2:50,09 (→ 23:e plats)

Damernas längdhopp
- Valentina Uccheddu
  - Heat — 6,40 m (→ Gick inte vidare)

- Antonella Capriotti
  - Heat — 6,43 m (→ Gick inte vidare)

Damernas 10 kilometer gång
- Annarita Sidoti
  - Final — 45:23 (→ 7:e plats)

- Elisabetta Perrone
  - Final — 46:43 (→ 19:e plats)

- Ileana Salvador
  - Final — DSQ (→ ingen placering)

Damernas diskuskastning
- Agnese Maffeis
  - Heat — 60,80m
  - Final — 61,22m (→ 10:e plats)

Damernas höjdhopp
- Antonella Bevilacqua
  - Kval — 1,90 m (→ Gick inte vidare)

## Fäktning
Herrarnas florett
- Andrea Borella
- Mauro Numa
- Stefano Cerioni

Herrarnas florett, lag
- Marco Arpino, Andrea Borella, Stefano Cerioni, Mauro Numa, Alessandro Puccini

Herrarnas värja
- Angelo Mazzoni
- Maurizio Randazzo
- Sandro Cuomo

Herrarnas värja, lag
- Sandro Cuomo, Angelo Mazzoni, Stefano Pantano, Maurizio Randazzo, Sandro Resegotti

Herrarnas sabel
- Marco Marin
- Giovanni Scalzo
- Ferdinando Meglio

Herrarnas sabel, lag
- Marco Marin, Ferdinando Meglio, Giovanni Scalzo, Giovanni Sirovich, Tonhi Terenzi

Damernas florett
- Giovanna Trillini
- Margherita Zalaffi
- Francesca Bortolozzi-Borella

Damernas florett, lag
- Giovanna Trillini, Margherita Zalaffi, Francesca Bortolozzi-Borella, Diana Bianchedi, Dorina Vaccaroni

## Modern femkamp
Herrarnas individuella tävling
- Roberto Bomprezzi
- Carlo Massullo
- Gianluca Tiberti

Herrarnas lagtävling
- Roberto Bomprezzi, Carlo Massullo och Gianluca Tiberti

## Segling
Herrarnas lechner
- Riccardo Giordano
  - Slutlig placering — 182,1 poäng (→ 16:e plats)

Damernas lechner
- Alessandra Sensini
  - Slutlig placering — 101,4 poäng (→ 7:e plats)

Damernas 470
- Maria Quarra och Anna Maria Barabino
  - Slutlig placering — 68,7 poäng (→ 7:e plats)

## Simhopp
Herrarnas 3 m
- Davide Lorenzini
  - Kval — 375,57 poäng
  - Final — 527,73 poäng (→ 12:e plats)

- Alessandro de Botton
  - Kval — 312,69 poäng (→ gick inte vidare, 28:e plats)

Herrarnas 10 m
- Alessandro de Botton
  - Kval — 334,98 (→ gick inte vidare, 17:e plats)

Damernas 3 m
- Luisella Bisello
  - Kval — 249,36 poäng (→ gick inte vidare, 24:e plats)

Damernas 10 m
- Luisella Bisello
  - Kval — 272,19 poäng (→ 19:e plats)

## Tennis
Herrsingel
- Cristiano Caratti
  1. Första omgången — Förlorade mot Guy Forget (Frankrike) 3-6, 4-6, 2-6
- Omar Camporese
  1. Första omgången — Besegrade Juan Rios (Puerto Rico) 6-2, 6-2, 6-0
  2. Andra omgången — Förlorade mot Emilio Sánchez (Spanien) 4-6, 2-6, 1-6
- Renzo Furlan
  1. Första omgången — Besegrade Shuzo Matsuoka (Japan) 6-4, 6-3, 3-6, 6-4
  2. Andra omgången — Besegrade Andrei Tjesnokov (Förenade laget) 7-6, 6-4, 6-4
  3. Tredje omgången — Förlorade mot Jordi Arrese (Spanien) 4-6, 3-6, 2-6

Herrdubbel
- Omar Camporese och Diego Nargiso
  1. Första omgången — Besegrade Miguel Nido och Juan Rios (Puerto Rico) 6-1, 6-2, 6-3
  2. Andra omgången — Förlorade mot George Cosac och Dinu Pescariu (Rumänien) 1-6, 6-4, 6-4, 4-6, 2-6

Damsingel
- Katia Piccolini
  1. Första omgången – Förlorade mot Nicole Provis (Australien) 1-6 0-6
- Raffaella Reggi-Concato
  1. Första omgången – Besegrade Jenny Byrne (Australien) 6-4 7-6
  2. Andra omgången – Förlorade mot Manuela Maleeva (Schweiz) 2-6 4-6
- Sandra Cecchini
  1. Första omgången – Besegrade Paulina Sepúlveda (Chile) 6-2 6-3
  2. Andra omgången – Förlorade mot Conchita Martínez (Spanien) 4-6 3-6